# Campeonato Europeo de Lucha de 1931
El IX Campeonato Europeo de Lucha se celebró en el año 1931 en dos sedes distintas. Las competiciones de lucha grecorromana en Praga (Checoslovaquia) y las de lucha libre en Budapest (Hungría).

## Resultados

### Lucha grecorromana
| Evento | Oro                            | Plata                       | Bronce                        |
| ------ | ------------------------------ | --------------------------- | ----------------------------- |
| 56 kg  | Herman Tuvesson · Suecia       | Kurt Leucht · Alemania      | Marcello Nizzola Italia       |
| 61 kg  | Kustaa Pihlajamäki · Finlandia | Sebastian Hering · Alemania | Jindřich Maudr Checoslovaquia |
| 66 kg  | Eduard Sperling · Alemania     | Voldemar Väli Estonia       | Arild Dahl · Noruega          |
| 72 kg  | Mikko Nordling · Finlandia     | Albert Kusnets Estonia      | Gunnar Glans · Suecia         |
| 79 kg  | Ivar Johansson · Suecia        | Väinö Kokkinen · Finlandia  | Viktors Kavals Letonia        |
| 87 kg  | Onni Pellinen · Finlandia      | Rudolf Svensson · Suecia    | Anton Vogedes · Alemania      |
| +87 kg | Carl Westergren · Suecia       | Hjalmar Nyström · Finlandia | Georg Gehring · Alemania      |

### Lucha libre
| Evento | Oro                              | Plata                          | Bronce                    |
| ------ | -------------------------------- | ------------------------------ | ------------------------- |
| 56 kg  | Ödön Zombori Hungría             | Piet Mollin · Bélgica          | Bror Wingren · Suecia     |
| 61 kg  | Hermanni Pihlajamäki · Finlandia | Jean Chasson Francia           | János Fehér Hungría       |
| 66 kg  | Hans Minder · Suiza              | Kustaa Pihlajamäki · Finlandia | A. Delos Francia          |
| 72 kg  | Jean Földeák · Alemania          | Gyula Zombori Hungría          | Charles Pacôme Francia    |
| 79 kg  | Ernst Kyburz · Suiza             | Péter Glavanov Hungría         | Kyösti Luukko · Finlandia |
| 87 kg  | József Tunyogi Hungría           | Sanfrid Söderqvist · Suecia    | Bernard Deferm · Bélgica  |
| +87 kg | Willy Bürki · Suiza              | Léon Charlier · Bélgica        | József Varga Hungría      |

## Medallero
| Núm. | País           | Oro | Plata | Bronce | Total |
| ---- | -------------- | --- | ----- | ------ | ----- |
| 1    | Finlandia      | 4   | 3     | 1      | 8     |
| 2    | Suecia         | 3   | 2     | 2      | 7     |
| 3    | Suiza          | 3   | 0     | 0      | 3     |
| 4    | Alemania       | 2   | 2     | 2      | 6     |
| 4    | Hungría        | 2   | 2     | 2      | 6     |
| 6    | Bélgica        | 0   | 2     | 1      | 3     |
| 7    | Estonia        | 0   | 2     | 0      | 2     |
| 8    | Francia        | 0   | 1     | 2      | 3     |
| 9    | Checoslovaquia | 0   | 0     | 1      | 1     |
| 9    | Italia         | 0   | 0     | 1      | 1     |
| 9    | Letonia        | 0   | 0     | 1      | 1     |
| 9    | Noruega        | 0   | 0     | 1      | 1     |
|      | TOTAL          | 14  | 14    | 14     | 42    |